# Città Giardino (Torino)
Città Giardino (Sità Giardin in piemontese) è il nome dato a un piccolo rione della città di Torino, nel quartiere Mirafiori Nord (parte sud-ovest della città), al confine con Grugliasco (frazione Gerbido), tra corso Allamano, via Guido Reni e la Cascina Giajone. Costruito con alterne vicende dal 1949 al 1970, è chiamato così perché il progetto iniziale (poi realizzato molto parzialmente), si ispirava proprio al modello architettonico e urbanistico inglese della cosiddetta "Garden City".

Un modello di borgata simile fu altresì attuato, nello stesso periodo, nel vicino quartiere di Mirafiori Sud, tra via Biscaretti di Ruffìa e via Plava, inizialmente chiamato "Città Giardino" e poi, dopo la costruzione di un rione adiacente con palazzi più alti, ribattezzato come il Villaggio.

Lo schema di una Città Giardino è infatti quella di zona residenziale a bassa densità abitativa, con tanti moduli di ridotte dimensioni, come case basse o villette, immersa nel verde e dotata di tutti i servizi.

Tuttavia, verso il 1950, la costruzione della "Città Giardino" a Mirafiori Nord fu subito segnata da uno scandalo edilizio.

## Contesto storico
Dopo la seconda guerra mondiale, uno dei problemi più acuti per la città di Torino fu la crisi degli alloggi. Era andato distrutto il 37% delle abitazioni e la città si andava lentamente ripopolando, anche grazie al ritorno di profughi e sfollati. Dal 1945 cominciarono ad affluire numerosi profughi dall'Istria e dalla Dalmazia e nel 1949 le "Casermette" erano ormai abitate da tremila persone. Tra gli anni '50 e '70, poi, la zona sud-ovest di Torino subì un vero e proprio "boom" edilizio e demografico, in particolare nei quartieri di Santa Rita, Mirafiori Nord e Mirafiori Sud. 
In questo periodo di forte richiesta immobiliare, l'uomo d'affari Vittorio Carosso fondò, con altri imprenditori, la Società Torinese Edile di "Città Giardino", il 17 luglio 1948. Il progetto iniziale prevedeva 475 villette mono o bifamiliari, a uno o due piani, ciascuna dotata di giardino da 350 m2. Il nuovo quartiere avrebbe compreso anche chiesa, piscina, scuola, esercizi commerciali. Il pagamento di ogni singola unità abitativa sarebbe avvenuto a rate, pagabili in cinque anni. La consegna delle prime case fu prevista tra la primavera e l'autunno del 1949.

## Scandalo edilizio
La nuova "città giardino" fu promossa con una campagna pubblicitaria eccezionale, a diffusione nazionale. La prima villetta fu consegnata l'11 aprile 1949, ma, siccome i lavori andavano a rilento, le prenotazioni diminuivano. Nacque allora la Cooperativa Edile Città Giardino, che riuniva tutti i futuri proprietari e si proponeva di trovare i soldi per la costruzione tramite sovvenzioni e contributi statali per l'edilizia popolare. Anche le condizioni di pagamento erano più favorevoli. Una nuova campagna pubblicitaria portò all'iscrizione di nuovi soci alla cooperativa, ma ormai Carosso, presidente della Stecg, aveva esaurito i fondi e i lavori si bloccarono. L'assemblea dei soci della Cooperativa scoprì varie irregolarità contabili nei registri della società e denunciò il Carosso all'autorità giudiziaria. Il tribunale spiccò allora un mandato di cattura per bancarotta fraudolenta, mentre la Stecg veniva dichiarata fallita con sentenza del 2 febbraio 1950. 
Lo scandalo travolse anche l'assessore all'edilizia comunale Casalini, che fu costretto alle dimissioni nel settembre 1950, mentre il Comune decise di non intervenire sulla vicenda, lasciando la questione interamente nelle mani della magistratura. Intanto Carosso era fuggito e l'inchiesta rivelò un ammanco di 200 milioni nel bilancio della società.

## Ricostruzione
La Cooperativa, preso atto della disastrosa situazione finanziaria, decise di non sciogliersi e di continuare la costruzione, rilevando la passività della fallita Stecg. L'Istituto Nazionale di Credito Edilizio di Roma erogò un mutuo di 340 milioni di lire, ma molti soci furono costretti a vendere il proprio lotto, mentre alcuni proseguirono i lavori con risorse proprie. Furono ridisegnati i lotti di terreno, adottando la soluzione di unità abitativa a schiera. Lo stato dei lavori era molto eterogeneo: molte costruzioni non erano ancora fuori terra, alcune solo tracciate, altre nemmeno iniziate. Mancavano tutte le opere di urbanizzazione ed i servizi essenziali (acquedotto, illuminazione pubblica, asfaltatura).

## Aspetto attuale
I soci della Cooperativa erano intanto calati a 153. Il 27 febbraio 1955 nacque il Consorzio Pro Città Giardino, che si proponeva di tutelare in sede istituzionale i diritti dei soci della Cooperativa. 
Grazie al suo intervento, il Comune concesse i permessi di costruzione e abitabilità e contribuì con un milione alle opere di urbanizzazione, ma quasi tutti i costi furono coperti dai soci. 
Verso il 1960-1961 tutta l'area risultava finalmente edificata ed abitabile.

## Galleria d'immagini

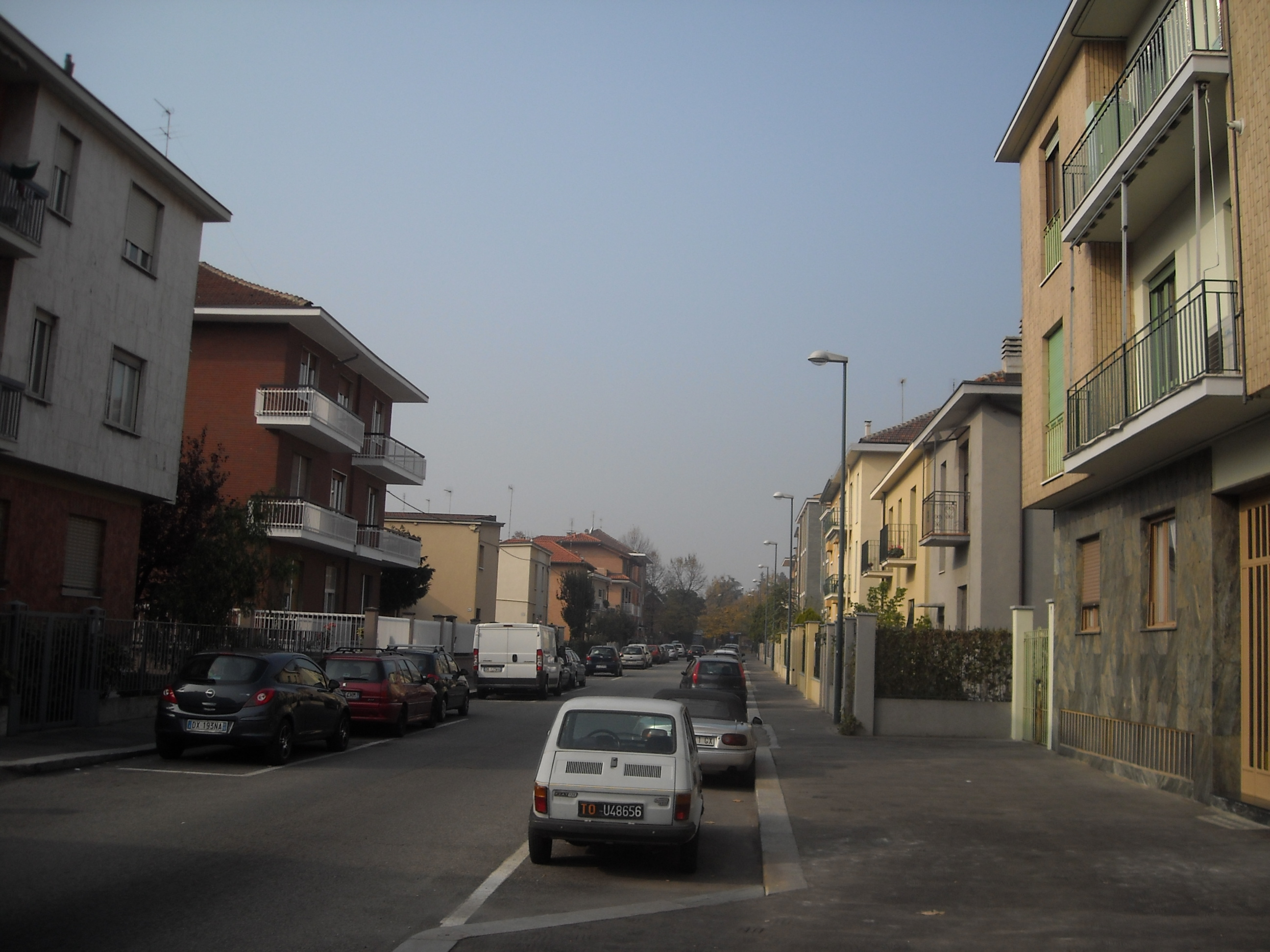
Una via di Città Giardino
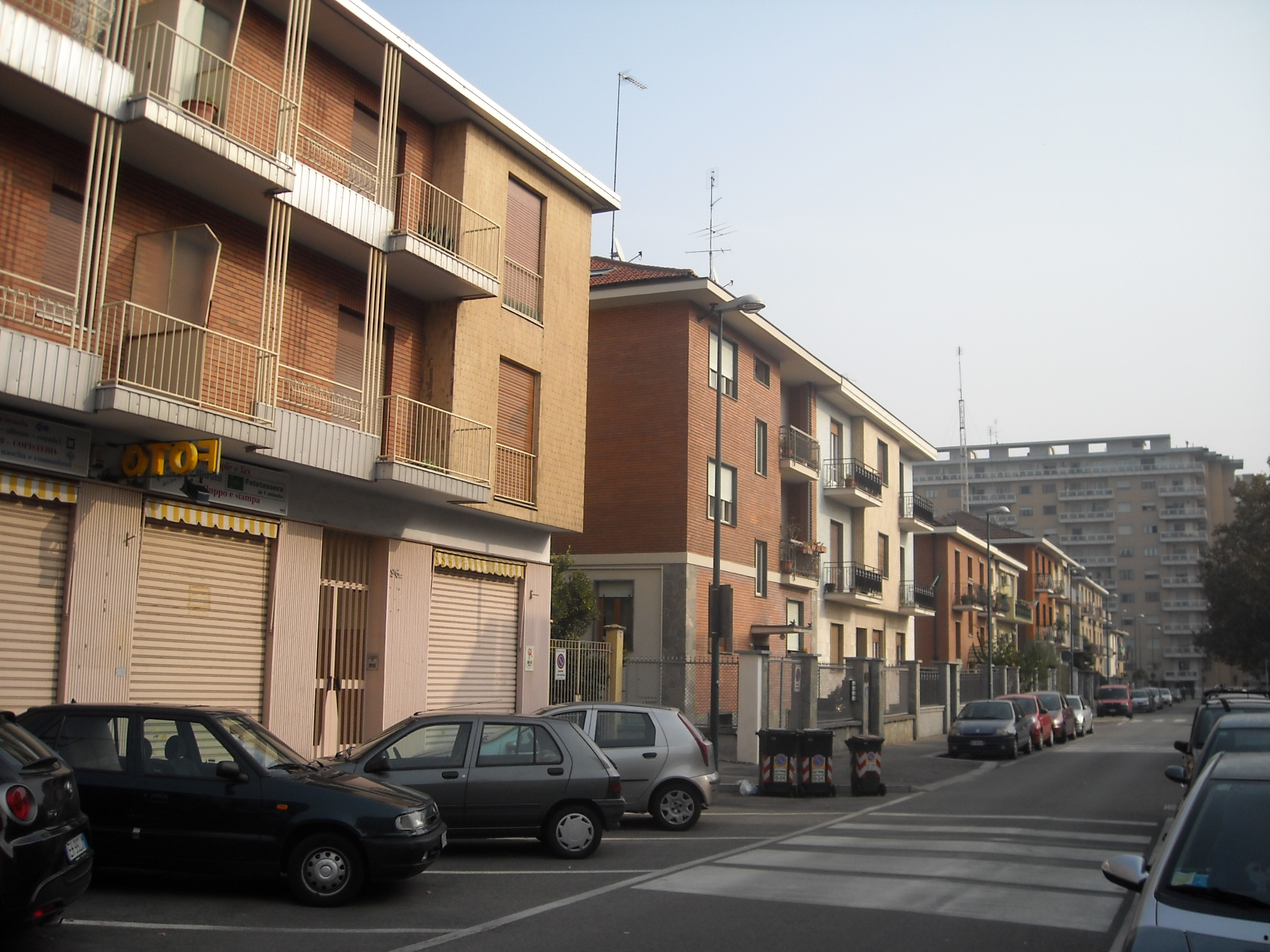
Villette a schiera: interno di via Guido Reni
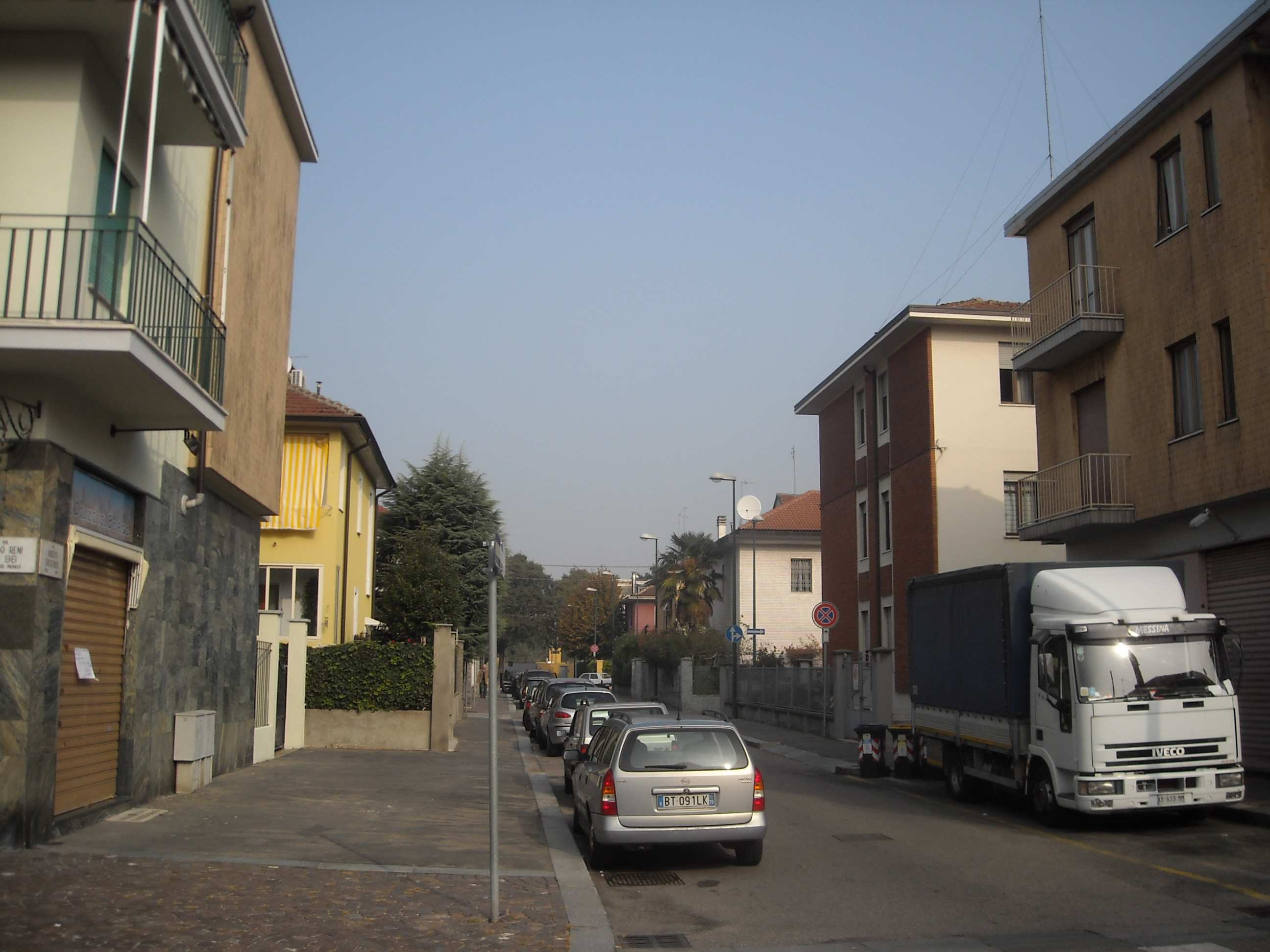
Una via di Città Giardino
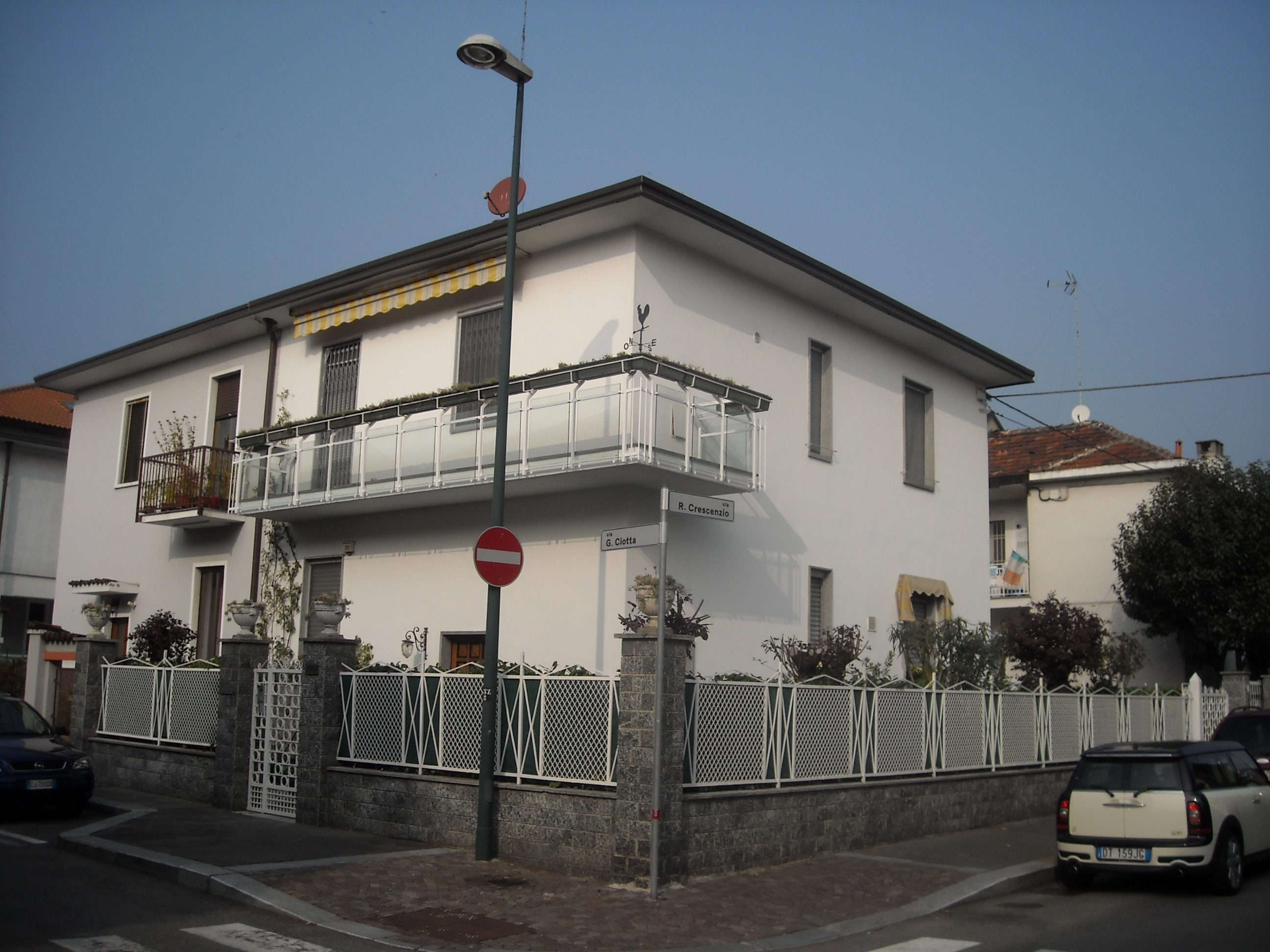
Villetta a due piani
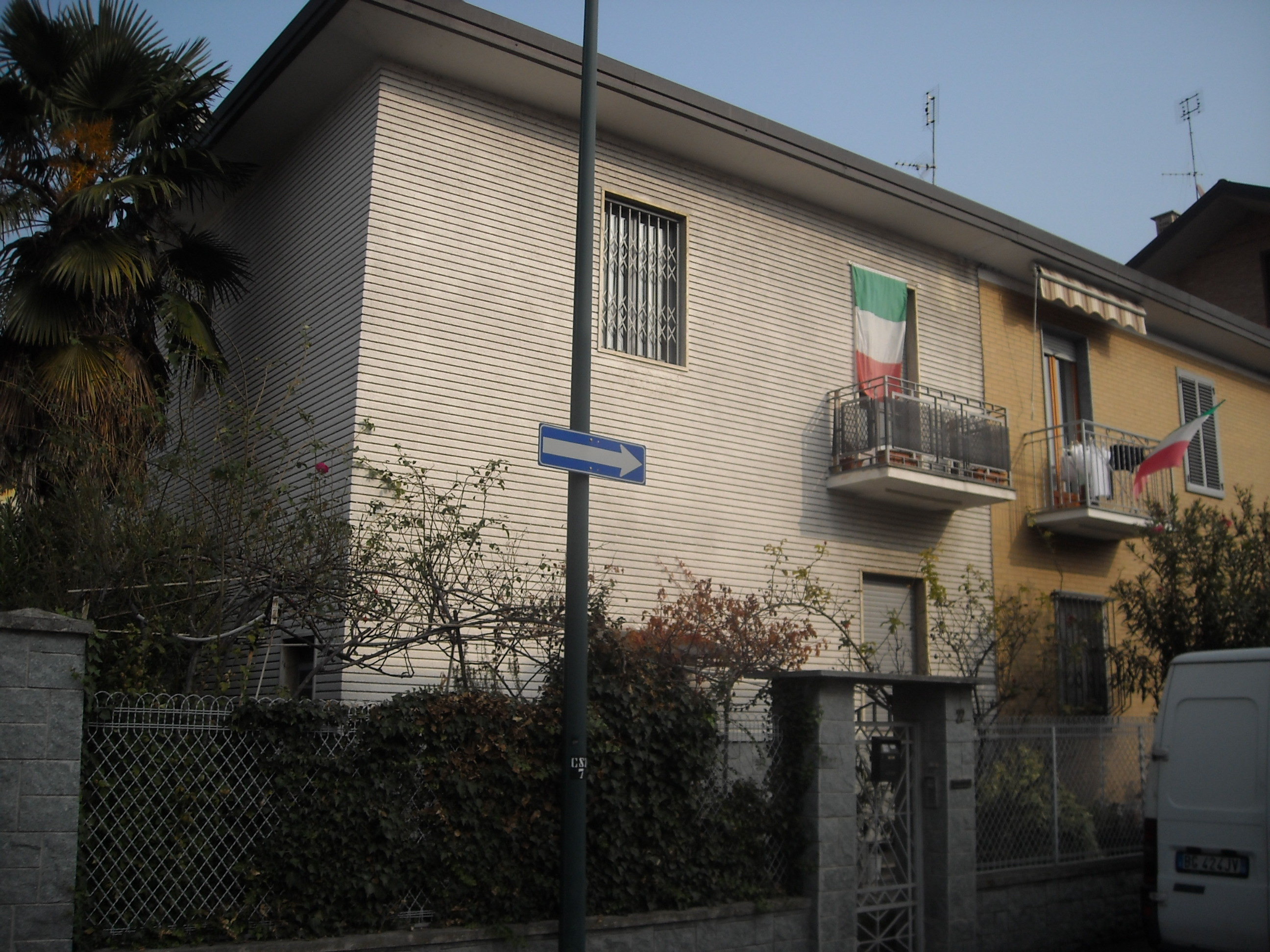
Villetta con giardino anteriore
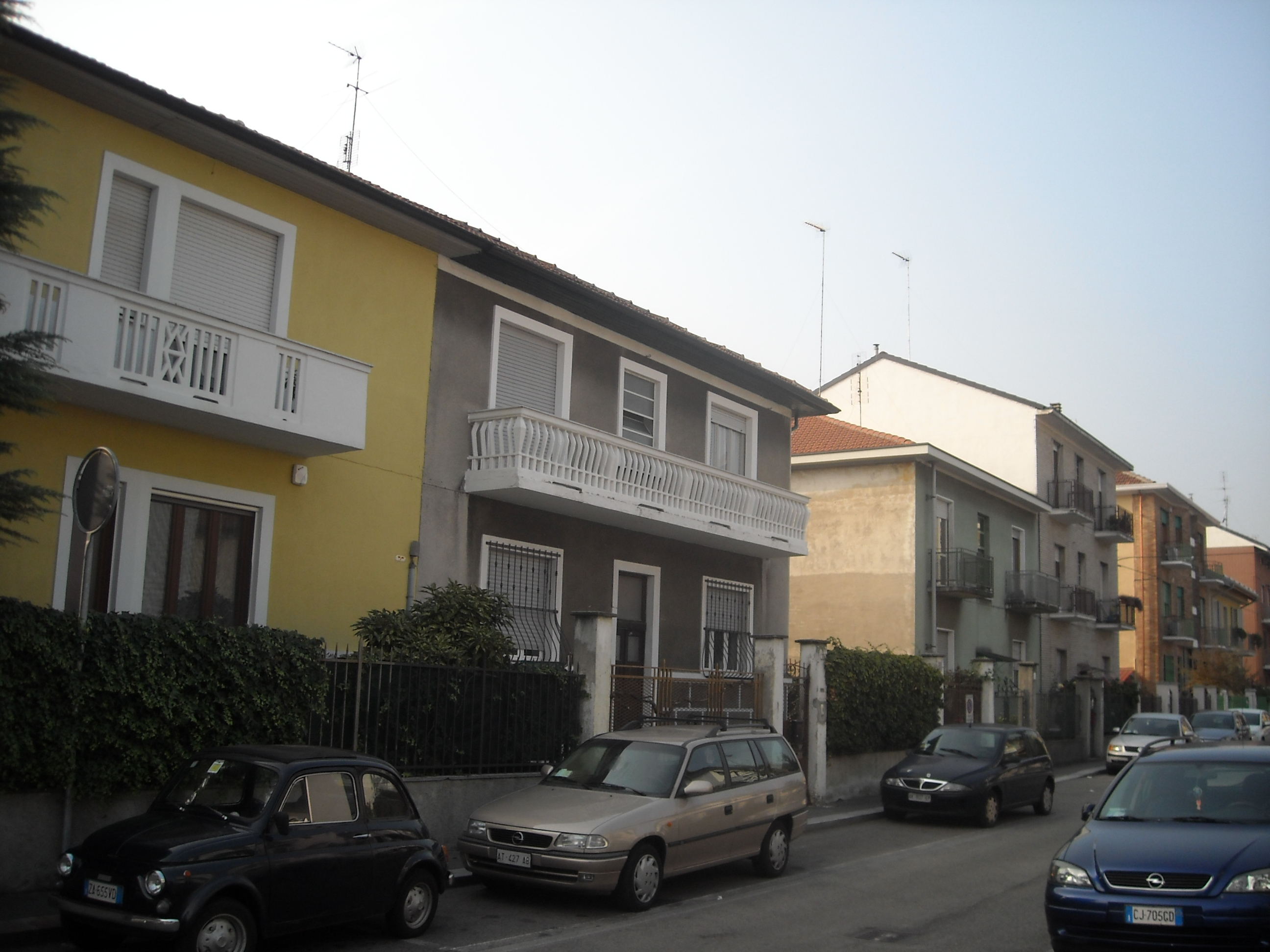
Villette a schiera